# Толстово (Вологодская область)
Толстово — деревня в Шекснинском районе Вологодской области.
Входит в состав сельского поселения Нифантовского, с точки зрения административно-территориального деления — в Нифантовский сельсовет.
Расстояние по автодороге до районного центра Шексны — 21 км, до центра муниципального образования Нифантово — 19 км. Ближайшие населённые пункты — Дьяконовское, Иванково, Сямичи.
По данным переписи в 2002 году постоянного населения не было.